# 凪的新生活
《凪的新生活》是コナリミサト於2016年6月25日開始在《Elegance EVE》上連載的日本漫畫作品，2017年1月26日至2018年4月12日於《Champion Tap!》連載番外篇。單行本累積銷售超過250萬本。
2019年，日本TBS電視台改編為金22時段（22:00 - 22:54，JST）的真人版連續劇。

## 劇情簡介
興趣為「省錢」的28歲上班族大島凪，性格不擅拒絕、極為注意察言觀色，經常過度在意他人眼光而總是迎合他人。因天生捲髮，為了提升女子力而勤奮的每天將自己的頭髮燙直。
某天，凪不小心得知了同事說自己的壞話，甚至目擊到祕密交往的男友向別人表示和自己在一起只是尋求肉體關係。凪因大受打擊過度換氣而暈倒。此後，凪離職，並將多數的家當都丟棄處分掉，一人搬往東京郊外居住，斷絕所有原本人際關係的凪，展開了找回自我的新生活。

## 登場人物
- 大島凪

主角。28歲，原本為OL，因對周圍過度察言觀色，每天過著迎合別人的生活。唯一的興趣是省錢。北國地區單親家庭出身，生父武在凪的母親大島夕懷孕後，便拋下後者行蹤不明；凪則在自幼和母親相依為命的過程中，畏懼於對方的強勢，養成過度察言觀色的敏感性格。原本與業務部的王牌營業員我聞慎二祕密交往，計畫與對方邁入結婚禮堂。然而因不小心聽見男友慎二和同事聊天時的內容而過度換氣暈倒。其後辭職和男友分手並斷絕所有人際關係，搬至立川市一處舊屋公寓居住，房間為103室。
轉換生活方式的凪，決心改變自己的性格，在展開新生活的同時結識了許多重要的朋友和調整理財觀念，逐步省視過往迄今的生活態度及和家庭、友情、愛情的關係，不但開始建立個人界線和逐建勇於說出內心想法，還嘗試許多新事物，面對慎二和安良城對她的感情互動。在故事後期與搬離公寓的安良城說清心聲，陸續與搬離公寓的住戶道別，也在和慎二共同處理沙丁魚的夜晚暢談各別想法，受慎二啟發決定考取駕駛執照，漫畫最終話透露凪回歸上班族生活並持續考取職業駕駛執照，與慎二、安良城從此斷聯再無任何聯繫，受益於這段時期交集的人們的影響不再過度在乎他人眼光，並釋然走向未來的生活。
- 我聞慎二

28歲。與凪同公司但不同部門的王牌業務員，凪的前任男友。會做人與擅長交際的性格在同事之間受到歡迎，但在劇情初期和同事閒聊期間曾作出「和凪交往純粹是性方面合得來」的發言，導致後者過度換氣昏倒，自己還未能及時安慰她便被公司安排連串出差行程，導致了雙方的分手。和凪分開後，從凪的前同事打聽到新住處，以高壓態度和凪相處，且不打算放棄凪，和凪此種類型的女生結為家庭是心中理想。料理手藝極差，曾經將雞料理弄成黑暗狀物體，經過凪的補救才變成能吃的狀態。
自童年便培養出察言觀色的本事，父親是公務員，母親是專職主婦，但由於哥哥慎一考試失敗，全家邁向崩壞之路，父親外遇、母得了整形依存症，哥哥也和家裡失去聯絡，使慎二意識自家的虛偽氣氛而避開和家人的來往，加著受家庭限制打電玩的逆反心理，使得慎二經常待在朋友家玩電玩而練就遊戲技巧。盡管和凪分手後與同公司的女職員市川圓交往，仍為安良城經常和女性無距離來往的作為及後者和凪來往，令她憔悴的事情勃然大怒。
隨劇情進展見證凪的轉變和省思自身對她的感情，在跟著凪返回北海道家鄉活動期間，交流過程中發現自己和凪孩交往時期存在著許多誤會，藉機說開化解心結。返回東京不久正式和市川圓終止關係，在和凪共同處理沙丁魚的過程交流心聲，同時體認自己趨於群聚生活的觀念和凪大相迴異，勉勵她朝目標邁進過後再無任何聯繫。故事最終話因為工作調派至分部，雖然堅持個人原則不再和凪聯絡，但旁人透露慎二陸續交往數名與凪相似外貌的女性，均以分手告終。
- 安良城權/安良城欣（[8]（あらしろ ゴン）

房間是104室，為凪的隔壁鄰居兼二手服飾店員Eri的前任男友。俱樂部活動的策劃人。長髪（真人戲劇版為捲短髮）、手臂有刺青，一度讓剛搬進來的凪感到害怕，但兩人數度在陽台接觸交談後開始相熟，甚至發生了性關係。性格隨性沉穩，對所有人皆溫柔且無距離感，極受女生歡迎。雖然本人不自覺，但凡是和他交往過的異性，都會因為對其變得依賴而逐漸頹廢，進而提出分手，私底被Eri評為「只對看得見的人誠實，折服他人的功力猶如『摩西分海』」、「依賴症帶原體」、「只懂得付出不懂得索取，不曉得付出之後可獲得回報」。擅長調酒和打電玩。
出身普通家庭，家庭成員為父母、一名姐姐和一名妹妹。父母原本在他出生前養了一隻狗，後來由於愛犬逝世和父母深信安良城是愛犬轉世，便採用已故愛犬的名字為其命名，本人也為了想帶給大家歡樂而養成無距離互動的討好模式，變得擅長各類遊戲，但後來發現自己無論作什麼，都會換得他人遠離他、自己再度陷入孤獨的結局。意識到自己對身體疼痛彷彿事不干己的特質後，便以此契機在手臂紋身，導致父親拒絕為他支付學費，安良城本認為這剛好是讓無力支付三個孩子學費的家庭喘口氣、將求學資源轉讓給妹妹的方式，結果反讓察覺其個性特質的妹妹也跟著疏遠他。
由於頻繁和凪來往，加著被慎二發現凪為其憔悴的事情，使得慎二開始對他產生敵意；凪則在察覺安良城易使人受影響的特質後，開始嘗試保持和他維持互動距離。雖然已和Eri分手，仍持續和Eri保持連絡。發現自己對凪念念不忘，凪返回北海道家鄉活動期間，因為在自己的俱樂部接待市川圓，出示了慎二和凪合作料理的社群網站發文照片，加著自己的詮釋讓市川圓產生誤會與準備退出戀情，安良城轉而為了奪回凪決定和市川圓合作。經過凪返回北海道與連串事件的波折後決意搬出104室和終止自身對對凪的感情，但為了清理種在陽台的苦瓜返回公寓再遇凪。故事最終話透露安良城仍持續從事俱樂部活動策畫，而下一場的地點正鄰近凪的公寓住處。
- 白石麗（しらいし うらら）

房間是102室。為凪的隔壁鄰居，和媽媽一起生活的小學五年級女生。通稱小麗。和大人相處時乖巧懂事，喜歡凪的那一頭蓬鬆捲毛。凪擔心單親家庭長大的小麗太孤單，主動提議遊戲和小麗玩，其後和凪一樣對省錢料理感到興趣。漫畫版在大島夕（凪的母親）拜訪凪的事件中，因為和包含母親在內的公寓住戶隔牆聽見母女倆的對話，看不下夕咄咄逼人的態度而端著吉永準備的年糕制止夕。故事近尾聲因為考取志願初中跟著母親搬離公寓。
- 白石美鈴（しらいし みすず）

凪的隔壁鄰居，小麗的母親，已過身的丈夫阿洋是建築公司人員。學生時代因為和阿洋共同騎車看海而對他產生好感，進而交往結為夫妻和生下小麗。阿洋過世後在後者的建築公司處理雜務，獨自將小麗帶大，經常需要面對學校家長委員們的惡意。和凪最談得來的鄰居，其後教凪如何開車。漫畫版大島夕（凪的母親）拜訪凪的事件中，因為小麗出面阻止大島夕（凪的母親）將凪帶回北海道而趕來關切。凪返回北海道的期間透過視訊通話與之連絡。故事近尾聲因為小麗考取理想志願，母女倆搬離公寓並將原本使用的空調交給凪。
- 吉永（よしなが）

樓上203室的住戶，住在凪的正上方房間的老婆婆，凪搬來此棟樓之後認識的第一位居民。將自己的屋子裝設成家庭劇院，興趣是看電影及親手做點心，被凪形容為用心經營生活的人。雖然很愛看電影，但唯獨對電影經常將晚年女性塑造成見識多廣且淨化人心的形象感到吃不消。故事近尾聲因為身體狀況不利於上下樓梯，搬離公寓遷居廣島縣。
- 中禪寺森子（ちゅうぜんじ もりこ）

酒吧「Bubble」的老闆，被凪稱為「媽媽桑」。泡沫時代的髪型為其特徴，擅長拳腳功夫和料理。凪因騎自行車摔倒而與其認識。店內員工辭職後讓凪來店裡工作。在大島夕（凪的母親）拜訪事件中，偕同小麗、蓉和珍阻止夕強迫凪返回北方老家。故事尾聲重新裝潢自己的店鋪。
- 蓉

酒吧「Bubble」負責接待顧客的店員，為了學習動畫從中國抵達日本的留學生。個性天然呆，擅長繪畫，曾經獨自前往萬里長城旅行。在動畫學校展示會偶遇媽媽桑，為了賺取學費在「Bubble」工作。在凪因騎自行車摔倒，向酒吧求助時與其認識。後成為凪的酒吧同事兼朋友。在大島夕（凪的母親）拜訪事件中，阻止夕強迫凪返回北方老家。
- 珍

酒吧「Bubble」負責接待顧客的菲律賓店員。有著褐色肌膚，說話有關西腔的美人。為了賺錢從祖國抵達日本，過著身兼多職的生活，在觀看搞笑劇學日語的過程中，開始對搞笑劇產生興趣。在凪因騎自行車摔倒，向酒吧求助時與其認識。後成為凪的酒吧同事兼朋友。在大島夕（凪的母親）拜訪事件中，偕同小麗、蓉和珍阻止夕強迫凪返回北方老家。
- 押尾

酒吧「Bubble」的常客，喜歡足球和特攝片。
- 明美

酒吧「Bubble」的常客，喜歡聽懷舊音樂和歌唱。
- 五十嵐太郎

酒吧「Bubble」的常客兼慎二的客戶，連鎖企業巧克食品的大人物。看見慎二成功應對桃園的反映後，對慎二產生興趣。
- 桃園

酒吧「Bubble」的常客，平常發言損人，但其實心思慎密擅規畫，喜歡特攝片。初登場時因為背地說同僚壞話引起凪的反感，但在和押尾和慎二等人飲酒後吐露心聲後，開始和其他酒吧熟客來往。指出凪經常逃避自身問題，在凪為因應母親來訪而求助酒吧人員期間，偕同其他酒吧人員幫助凪擬定作戰計畫，結果本人不慎從床上跌倒而骨折住院，轉而委託慎二代替他假扮凪的男友。
- 坂本龍子

凪在求職介紹所認識的女性。28歲。雖成績優秀畢業自名校，但就業不順，其後不斷地換工作，在凪的提點下開始檢視自身的處境。後來和大學學長沖田重逢相戀。
- 沖田

龍子的大學學長，任職於黑心公司。在求職會和龍子再會，建議她進來公司就職，但被凪指出公司人員的異狀而未如願，後來從公司離職並和龍子相戀。
- Eri

安良城的前女友，二手服裝店的女店員。對包含凪在內接近安良城的女性提出忠告，小心不要對安良城中毒。
- 大島夕

凪的母親，種植玉米的農業人員。為人中規中矩，時常察言觀色且對討厭的事情裝作視若無睹，典型的毒親性格，據凪形容是個做事俐落但個性強勢，從凪小時候便會強迫她將捲髮梳直和情緒勒索的人，是導致凪經常過度察言觀色的人物。年輕時為逐夢反抗母親，於平成元年遠赴東京生活，認識凪的生父武並陷入戀情喪失夢想，但在懷孕後被武拋棄而黯然返鄉，獨自撫養凪，加著在家鄉必須照顧年邁的老母親，看不慣母親以自我為中心的處世態度和鄰里街坊背地道人是非，為求凪能獲得幸福自由的生活後帶她遠走高飛，要求她遠赴東京求職。
起先得知凪搬到新住處和新生活感到不以為然，但經過探望凪的事件後，母女關係開始產生改變。由於和母親發生爭執而暫居凪的公寓租屋處。在故事尾聲變成聲優粉絲。
- 大島 フネ

凪的外祖母，大島夕的母親。表面很疼愛凪，但經常在讚揚凪的時候貶低夕，被夕形容是個自我中心且愛道人是非，經常藉著讓人無法拒絕的理由讓別人享用次等食物的人。喜愛的食物是橘子。在故事尾聲透露因為觀賞愛戀以凪作為主角的電影深受感動，從此將前任戀人長期餽贈的橘子裝箱。
- 南野武

凪的生父，留著一頭捲髮，凪的捲髮正是遺傳自他，擅長彈吉他。年輕時和大島夕相戀，但在得知夕懷孕的消息後，立刻失去連絡。漫畫番外第2話正式揭露本名「南野武」。
- 黑澤優

凪的表妹，擅長製作手工蠟燭。兒時和凪要好，但因為母親和大島夕發生矛盾，導致雙方疏遠，後來與學生時代開始交往並在銀行任職的男友舟彥結婚，以此婚禮為契機和凪重逢。
- 緣田

服務凪的求職匹配人員。原本任職大型人力公司，因為厭惡大型公司體制而跳槽到小型公司，收入是按照服務對象就職的公司規模而定。經常在幫凪介紹工作時談自己的事和叫錯她的姓氏。
- 岩井勝（いわい まさる）

凪的家鄉兒時玩伴，熱愛足球，現為學校足球社成員。
- 宇堂愛戀（うどう あれん）

單戀著勝，夢想從事漫畫創作的少女，因為經常配戴反光眼鏡和口罩，加著個性不善交際，在校期間飽受同學欺負。在偶遇凪後，渴望將她當成自己的創作靈感來源。已知家人有父母和姊姊慈優（じゆう）。後來與凪交好，並以後者作為主角拍攝電影，間接影響凪的外祖母收斂自身舉動。
- 布施（ふせ）

凪的同學，家裡經營麵包店。
- 足立

慎二的公司人員兼凪的前同事。只處理重要工作，因此而獲得上司欣賞，但把雜事全丟給凪。沒男人緣，瞞著週遭人積極參加相親活動。凪在辭職後因坂本邀請參與相親活動，於是在場上與足立再度見面，但由於足立點出凪不擅拒絕且自卑的心理兼言語刺激，使得凪決定出言反擊對方。
- 江口

慎二的公司人員兼凪的前同事。常以「媽媽骨折」的藉口把工作推給凪，只為了參加飯局。
- 織部

慎二的公司人員兼凪的前同事。凪離職後接替她的職缺，始驚覺她過往承接的龐大工作量，對於其選擇註銷Facebook和Line等通訊方式感到不解，同時感慨凪離開後才發現她的美好。
- 加奈

慎二的客戶公司前台服務員，因為長相和凪相似引起慎二的注意，雙方開始交往。和凪同樣有著節儉的生活習慣。
- 市川圓

從大阪調來的職員，有「氣氛破壞機」之稱。不在意自身的評語。父親是大學教授，但對父母過度介入自己的人生感到困擾。對慎二有好感。因為在公司的展示會聽見慎二發表成功背後是因為某位女性（凪）的犧牲，開始對慎二抱持深刻印象，但後來意外獲知當時在展示場努力扶持損毀支架的女性其實是凪（原因是當時凪的同事不慎弄壞支架，演變成凪和慎二先後扶持支架的情況）。她在凪離開公司後與慎二交往，但隨著劇情進展對慎二和凪的關係觀感複雜，因為偶然光顧安良城的俱樂部，透過安良城的手機看見慎二和凪合作料理的社群網站發文照片，加著安良城的詮釋讓市川圓產生誤會與準備退出戀情，安良城轉而為了奪回凪決定和市川圓合作。經過父母刻意安排讓她出書的事件後，體認應該對包含家庭在內的人際關係劃分明確界限與過度依賴慎二的事情，向慎二提出終止關係。故事尾聲成為經常出現在螢幕版面的名人。
- 杏

容貌和凪相似的酒店坐檯小姐，在慎二光顧酒店期間指出其不擅感情表達的弱點。
- 莫露

美術大學的女學生，曾一度和安良城交往，被Eri提醒必須對安良城保持距離後，因為無法界定互動距離而喪失繪製作品的靈感，最後向安良城提出分手。

## 出版書籍
| 冊數 | 秋田書店       | 秋田書店               | 東立出版社    | 東立出版社             | 四川文艺出版社 | 四川文艺出版社         |
| 冊數 | 發售日期       | ISBN                   | 發售日期      | ISBN                   | 發售日期       | ISBN                   |
| ---- | -------------- | ---------------------- | ------------- | ---------------------- | -------------- | ---------------------- |
| 1    | 2017年6月16日  | ISBN 978-4-253-15637-0 | 2019年5月20日 | ISBN 978-957-26-2161-5 | 2021年10月     | ISBN 978-7-5411-5969-5 |
| 2    | 2017年11月16日 | ISBN 978-4-253-15638-7 | 2020年4月16日 | ISBN 978-957-26-2162-2 | 2021年10月     | ISBN 978-7-5411-5970-1 |
| 3    | 2018年1月16日  | ISBN 978-4-253-15640-0 | 2020年6月18日 | ISBN 978-957-26-2163-9 | 2021年10月     | ISBN 978-7-5411-5975-6 |
| 4    | 2018年7月13日  | ISBN 978-4-253-15641-7 | 2022年5月12日 | ISBN 978-957-26-2164-6 | 2022年预定     | ISBN 978-7-5411-6298-5 |
| 5    | 2019年2月15日  | ISBN 978-4-253-15644-8 |               |                        | 2022年预定     | ISBN 978-7-5411-6296-1 |
| 6    | 2019年9月13日  | ISBN 978-4-253-15646-2 |               |                        | 2022年预定     | ISBN 978-7-5411-6297-8 |
| 7    | 2020年4月16日  | ISBN 978-4-253-15649-3 |               |                        |                |                        |
| 8    | 2021年1月15日  | ISBN 978-4-253-15650-9 |               |                        |                |                        |
| 9    | 2021年12月16日 | ISBN 978-4-253-15654-7 |               |                        |                |                        |

## 獲得獎項
- 第8回《anan》雜誌漫畫大賞[13]
- 第11回漫畫大獎入圍作品第3名[14]
- 2019「這本漫畫真厲害！」女性篇第3名[15]
- 《SPRiNG》雜誌Culture Award 2018漫畫部門大賞
- 第22回日本新媒體動漫藝術節漫畫部門優秀賞[16]
- 2019年第65屆小學館漫畫賞少女向部門賞[17]

## 電視劇
《凪的新生活》，2019年7月日本TBS電視台於每週五金22時段（22:00 - 22:54，JST）播出的電視連續劇，改編自コナリミサト的同名漫畫，主演為黑木華。
此劇第一集播出後，在TBS FREE、GYAO!、TVer等影片網站共計超過196萬次的單集播放次數，創下TBS電視劇的最高紀錄。

### 登場人物

#### 主要人物
- 大島凪：黑木華（香港配音：詹健兒）
- 我聞慎二：高橋一生[19]（香港配音：梁偉德）
- 安良城欣：中村倫也[20]（香港配音：李致林）

#### KONARY
- 足立心：瀧内公美（香港配音：劉惠雲）
- 江口真央：大塚千弘（香港配音：羅孔柔）
- 織部鈴：藤本泉（日语：藤本泉 (タレント)）（香港配音：何璐怡）
- 市川圓：唐田英里佳（香港配音：陳皓宜）
- 嶋浩一：足立智充（香港配音：雷霆）
- 小倉康明：谷恭輔（日语：谷恭輔）（香港配音：曹啟謙）
- 井原亮：田本清嵐（日语：田本清嵐）（香港配音：胡家豪）
- 梅竹：川崎亞沙美（香港配音：謝潔貞）
- 會長：森本治行（香港配音：盧國權）

#### Elégance Palace
- 白石麗：白鳥玉季（香港配音：成瑤孆）
- 白石美鈴：吉田羊[21]（香港配音：陸惠玲）
- 吉永綠：三田佳子（香港配音：袁淑珍）

#### 欣的好友
- Eri：水谷果穗（香港配音：黃昕瑜）
- Nori：松永拓野（香港配音：李安邦）
- Taka：ディウフ・モクタール（香港配音：陳耀楠）

#### 酒吧「Bubble」
- 中禪寺森藏：武田真治（日语：武田真治）[22]（香港配音：蘇強文）
- 杏：中田久留美（日语：中田クルミ）（香港配音：魏惠娥）
- 桃園大基：佐藤貴史（香港配音：關令翹）
- 押尾：深澤敦
- アケミ：阿南敦子

#### 我聞家
- 我聞慎介：利重剛（日语：利重剛）（香港配音：張炳強）
- 我聞加奈子：西田尚美（香港配音：黃玉娟）
- 我聞慎一：長谷川忍（日语：長谷川忍）（香港配音：陳卓智）

#### 其他
- 坂本龍子：市川實日子[21]（香港配音：曾秀清）
- 深田カナ：岡本杏理（香港配音：張頌欣）
- 大島夕：片平渚（日语：片平なぎさ）（香港配音：黃麗芳）[21]
- 中村健：福山翔大（香港配音：李凱傑）
- 小盛：古川琴音（香港配音：凌晞）
- 每集分飾不同角色：FIRST SUMMER UIKA（香港配音：陳琴雲）
  - ともみ（第1集）
  - 真田（第2集）
  - 海老原ひろ美（第3集）
  - reina（第4集）
  - 中岡さつき（第5集）
  - 舞度照子（第6集）
  - 真多照代（第7集）
  - 高井希美（第8集）
  - はるか（第9集）
  - 荻野奈まとい（第10集）
- 沖田：青戶昭憲（香港配音：黃啟昌）
- 萬極：木下政治
- 倉田徹：不破萬作（香港配音：林國雄）
- 倉田渡：山本浩司（香港配音：劉奕希）
- 西竜二：佐伯新
- 吉永志乃：鷲尾真知子

### 製作人員
- 劇本：大島里美（日语：大島里美）
- 配樂：パスカルズ
- 導演：坪井敏雄、山本剛義、土井裕泰
- 製作人：中井芳彥
- 製作：TBS電視台

### 播出日程
| 集數                                                       | 播出日期 | 日文標題                         | 中文標題                     | 導演     | 收視  |
| ---------------------------------------------------------- | -------- | -------------------------------- | ---------------------------- | -------- | ----- |
| 1                                                          | 7月19日  | 凪、恋と人生をリセットする       | 凪，戀愛、人生重新開始       | 坪井敏雄 | 10.3% |
| 2                                                          | 7月26日  | 凪と新しい恋と、リセットされた男 | 凪與新的戀情，與被重置的男人 | 坪井敏雄 | 09.5% |
| 3                                                          | 8月02日  | 凪、そのキスで確信する           | 凪，我相信那个吻             | 山本剛義 | 09.1% |
| 4                                                          | 8月09日  | 今カレVS元カレ                   | 現任男友VS前度男友           | 山本剛義 | 09.8% |
| 5                                                          | 8月16日  | 凪、お暇復活!                    | 凪，新生活復活！             | 坪井敏雄 | 08.6% |
| 6                                                          | 8月23日  | オフィスらぶで壊れそう           | 辦公室戀情的崩壞             | 山本剛義 | 10.3% |
| 7                                                          | 8月30日  | 凪、夢を描く                     | 凪，描繪夢想                 | 土井裕泰 | 10.8% |
| 8                                                          | 9月06日  | 凪、北国へ行く                   | 凪，前往北國                 | 大内舞子 | 09.9% |
| 9                                                          | 9月13日  | 凪、慎二、家族をリセットする     | 凪、慎二、家族重新開始       | 山本剛義 | 10.3% |
| 最終話                                                     | 9月20日  | 凪、お暇終了!                    | 凪、假期結束！               | 坪井敏雄 | 10.8% |
| 平均收視率9.9%（收視率由Video Research於關東地區進行統計） |          |                                  |                              |          |       |

## 凪的發音
劇中主角名字「凪」是日本女性常用的名，屬於日本漢字，日文讀音是「Nagi」，看字形，代表風的「几」裏面加個「止」字，正是有靜止的風、風平浪靜之意。由於這是日本漢字，沒有中文發音，當無線電視播映本劇集時，將這個字讀成「休」，而這讀音也切合這個字「風休止了」的意思。而香港政府中咨會發布的《電腦用漢字粵語拼音表》，「凪」的粵語發音亦是讀作「休」。